# 회색질기둥
회색질기둥(grey column) 또는 회백주는 척수에 있는 능선 모양의 회색질 덩어리를 나타낸다. 이는 전방 회색 기둥, 후방 회색 기둥, 측면 회색 기둥의 세 가지 기둥으로 표시되며 모두 척수의 단면에서 볼 수 있다.
앞쪽 회색 기둥은 알파 운동 뉴런, 감마 운동 뉴런 및 중간 뉴런으로 생각되는 작은 뉴런으로 구성된다. 후방 회색 기둥은 여러 개의 렉스트 층(Rexed lamina)로 나누어진다. 측면 회색 기둥은 흉추 부위와 상부 요추 부분(T1-L2)에만 존재한다. 측면 회색 기둥에는 자율신경계의 신경절이전 세포체와 감각 중계 뉴런이 포함되어 있다.

## 같이 보기
- Ia형 감각 신경섬유
- 뒤회색질기둥
- 베타 운동 뉴런
- 가쪽회색질기둥 (lateral grey column, 측회백주)